# Alanqa
Alanqa (podle legendárního ptáka ze severoafrických mýtů) byl rod poměrně velkého, možná azdarchidního pterodaktyloidního ptakoještěra, který žil v období rané svrchní křídy (geologický stupeň cenoman, asi před 95 miliony let) na území dnešního Maroka (sedimenty souvrství Kem Kem Beds).

## Objev a popis

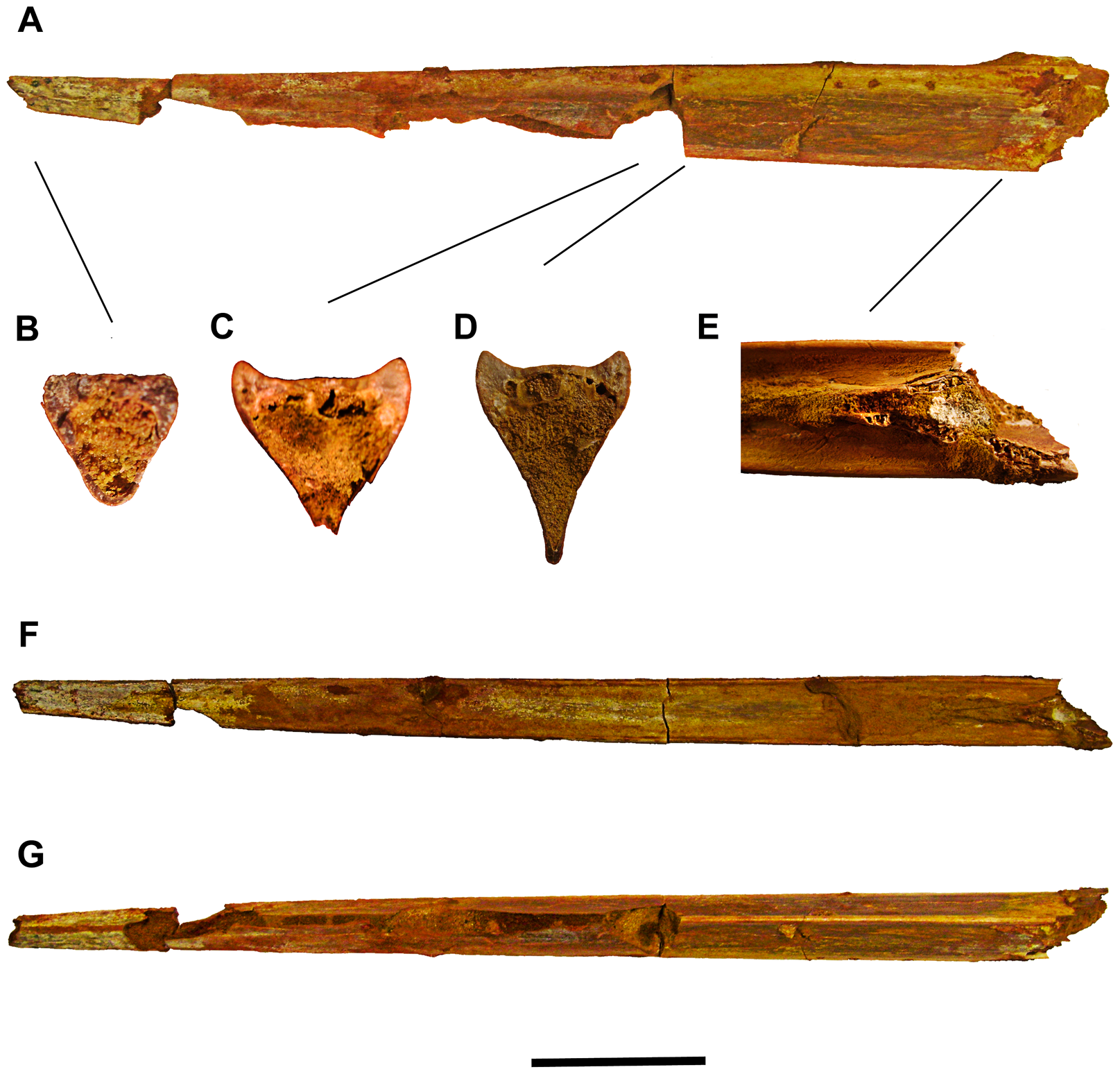
Alanqa saharica – fragmenty čelistí (holotyp).

Fosilní materiál tohoto ptakoještěra byl objeven již koncem 90. let 20. století (první zmínka o jeho zkamenělinách v odborné literatuře pochází z roku 1999), další zkameněliny byly objeveny také roku 2008 a 2015. Formálně byl typový druh Alanqa saharica popsán roku 2010. Jednalo se o středně velkého ptakoještěra s rozpětím křídel v rozmezí 4 až 6 metrů.
Jednalo se patrně o masožravce nebo všežravce, který podobně jako jeho příbuzní lovil drobné obratlovce i bezobratlé ve vzduchu, na souši i ve vodě. Sám byl nejspíš příležitostnou potravou větších plazů, teropodních dinosaurů, krokodýlovitých ad.

## Klasifikace
Podle autorů původní popisné studie se jednalo o zástupce čeledi Azdarchidae, což potvrdila i další studie, a to z roku 2018. Rovněž v roce 2018 však vyšla jiná vědecká studie, v níž je tento taxon označen za zástupce čeledi Thalassodromidae.
Mezi blízké příbuzné tohoto rodu patřil například rod Mistralazhdarcho, objevený na území Francie.